# ۶۹ (میلادی)
۶۹ (میلادی) شصت و نهمین سال تقویم میلادی است.

## رویدادها
بر اساس مکان
امپراتوری روم
- سال چهار امپراتور: پس از مرگ نرون، گالبا، اتو، ویتلیوس و وسپاسیان در طول سال به عنوان امپراتور جانشین یکدیگر می‌شوند.[۱]این سال با موارد متعددی از فروپاشی نظم و انضباط و رفتارهای شورشی در میان لژیون‌های رومی و گارد پرتوریا مشخص می‌شود.
- ۱ ژانویه - لژیون‌های رومی در ژرمانیای بزرگ از سوگند وفاداری به گالبا خودداری کردند. آنها شورش کرده و ویتلیوس را به عنوان امپراتور اعلام کردند.[۲]
- 10 ژانویه - لوسیوس کالپورنیوس پیزو لیسینیانوس توسط گالبا پذیرفته شد و به عنوان معاون امپراتور روم منصوب شد.[۳]
- ۱۵ ژانویه - گالبا و پسرخوانده‌اش پیسو توسط گارد پرتورین در میدان روم به قتل رسیدند.[۴]
- اوتو قدرت را در رم به دست می‌گیرد، خود را امپراتور اعلام می‌کند و سه ماه قبل از خودکشی سلطنت می‌کند.[۵]
- ۱۴ آوریل - اولین نبرد بدریاکوم: ویتلیوس لژیون‌های اوتو را شکست می‌دهد؛ اوتو خودکشی می‌کند.[۵]
- ۱۷ آوریل - پس از نبرد اول بدریاکوم، ویتلیوس امپراتور می‌شود.[۲]
- مارکوس وتیوس بولانوس فرماندار جدید بریتانیا می‌شود و با دومین شورش ونوتیوس، پادشاه بریگانتس، روبرو می‌شود.[۶]
- ۱ ژوئیه - دو لژیون در مصر، یک لژیون در سوریه و یک لژیون در یهودیه، وسپاسیان را امپراتور اعلام کردند.[۷]
- ۱ ژوئیه - تیبریوس ژولیوس الکساندر به لژیون‌های خود در اسکندریه دستور داد تا با وسپاسیان به عنوان امپراتور بیعت کنند.[۸]
- ۳ ژوئیه - ارتش یهودا با وسپاسیان به عنوان امپراتور بیعت کرد.[۸]
- ۱ اوت - شورش باتاویان: باتاویان در ژرمانیا سفلی (هلند) به رهبری گایوس جولیوس سیویلیس شورش کردند.[۹]
- دسته‌های نظامی آلمانی برای پیوستن به شورش از مرز عبور کردند و به قلعه ماینتس حمله کردند.
- باتاویایی‌ها به قلعه‌های رومی در مرز راین حمله می‌کنند؛ فکتیو و ترایِکتوم (اوترخت امروزی) ویران می‌شوند.
- در گالیا بلژیک، هم‌کیشان دوم تونگروم، که از میان ساکنان آتواتوکا تونگروم در شمال غربی جنگل آردنس برخاسته بودند، علیه رومی‌ها شورش کردند.
- لژیون‌های دانوبیِ رِیتیا و موئسیا، وسپاسیان را به عنوان امپراتور اعلام می‌کنند.
- ۲۴ اکتبر - دومین نبرد بدریاکوم: فلاویان‌ها به رهبری آنتونیوس پریموس، ویتیلیان‌ها را شکست می‌دهند.
- ۲۲ دسامبر - ویتلیوس توسط پله‌های گمونی دستگیر و به قتل می‌رسد. وسپاسیان امپراتور می‌شود.[۱۰][۱۱]
- یهودا: شورش یهودیان - وسپاسیان اورشلیم را محاصره می‌کند؛ شهر سال بعد توسط پسرش تیتوس تصرف می‌شود.[۱۲]
- یوسفوس، رهبر شورشیان یهودی، نزد وسپاسیان کشیده می‌شود و مورخ او می‌شود (او صعود او را به عرش الهی «پیشگویی» کرده بود).[۱۲][۱۳]
- لژیون اول ماکریانا لیبراتریس منحل شد.
- سلسله فلاویان آغاز می‌شود.

## زادگان
- گایوس سوتونیوس ترانکویلوس، مورخ رومی (تاریخ تقریبی)[۱۴]

## درگذشتگان
- 15 ژانویه
  - کورنلیوس لاکو، فرمانده پراتوریان رومی (به قتل رسیده)
  - سمپرونیوس دنسوس، محافظ رومی (کشته شد)
  - لوسیوس کالپورنیوس پیسو لیسینیانوس، معاون امپراتور روم (متولد 38 پس از میلاد)[۳]

- 16 آوریل - مارکوس سالویوس اوتو، امپراتور روم (متولد 32 پس از میلاد)[۵][۷]

- 20 دسامبر - تیتوس فلاویوس سابینوس، کنسول روم (قتل)

- 22 دسامبر - اولوس ویتلیوس ژرمانیکوس، امپراتور روم (متولد 15 پس از میلاد)

- کارتیماندوا، ملکه بریگانتس (تاریخ تقریبی)

- گایوس افونیوس تیگلینوس، بخشدار پراتوری رومی (خودکشی)

- لوکوستا، سم شناس زن رومی به نرون (اعدام شد)

- لوسیوس ویتلیوس (جوانتر)، سیاستمدار رومی (اعدام شد)

- مارکوس هوردئونیوس فلاکوس، سیاستمدار رومی (قتل شده)

- تیتوس فلاویوس سابینوس، برادر وسپاسیان[۷]

- اسپروس، آزاده رومی و مرد عاشق نرون (خودکشی)

- تیتوس وینیوس، ژنرال و کنسول رومی (متولد 12 پس از میلاد)

- ۲۹ ژوئن – پطرس، کشیش سوری